# The Needle and the Damage Done
«The Needle and the Damage Done» (с англ. — «Игла и причинённый ущерб») — песня канадского автора-исполнителя Нила Янга, описывающая разрушительные последствия героиновой зависимости среди музыкантов (в том числе ссылаясь на его друга и товарища по рок-группе Crazy Horse Дэнни Уиттена, который умер от пристрастия к наркотикам через несколько месяцев после выхода песни). Содержание композиции предваряет тему альбома Tonight’s The Night (1975), который отражает скорбь музыканта по поводу смерти от передозировки героина вышеупомянутого Уиттена, а также Брюса Берри, концертного роуди Янга и Crazy Horse.
Первоначально «The Needle and the Damage Done» была выпущена в 1972 году в альбоме Harvest. Вместо того, чтобы перезаписывать песню, Янг использовал концертный вариант композиции записанный в январе 1971 года, где он пел и аккомпанировал себе на акустической гитаре. Впоследствии песня появилась на сборниках Greatest Hits (2004) и Decade (1977). В примечаниях к последнему музыкант написал о песне следующее: «Я не проповедник, но наркотики убили многих великих людей».

Янг исполнил эту песню на концерте в Нэшвилле 2005 года, выпущенном в виде документального фильма Neil Young: Heart of Gold режиссёра Джонатана Демме. DVD-диск фильма также включает в себя исполнение Янгом песни в 1971 году на шоу Джонни Кэша. Помимо этого, композиция вышла в концертном альбоме 2007 года Live at Massey Hall 1971, перед её исполнением музыкант обратился к залу со словами: 
С тех пор, как я покинул Канаду, около пяти лет назад, и переехал на юг, я узнал много вещей, о которых даже не подозревал прежде. Некоторые из них были хорошими, некоторые — плохими. Я познакомился со многими великими музыкантами когда они ещё искали себя, до того, как они стали знаменитыми, понимаете, когда они только начали давать первые концерты, по пять или шесть выступлений за ночь … и тому подобное. Мне довелось увидеть много замечательных людей, о которых, по той или иной причине, никогда не узнают широкие массы. Но, как ни странно, со многими из них это произошло … из-за героина. Ситуация начала повторяться снова и снова. Потом [передозировка] случилась с кем-то, про которого знали все. Поэтому я просто сочинил об этом небольшую песню.

## Кавер-версии
- Среди исполнителей, которые записали эту песню для своих студийных альбомах, фигурируют: Our Lady Peace, Green River, Duran Duran, Lior[англ.], Simple Minds и The Pretenders; панк-рок-группа The Bronx записала кавер-версию, которую можно найти в качестве би-сайда на сингле «False Alarm».
- Басист Red Hot Chili Peppers Фли спел эту песню во время гастролей группы 1993 года. В связи с временным уходом из коллектива гитариста Джона Фрушанте, страдавшего от наркотиков.
- Американская певица Тори Эймос исполнила кавер-версию этой композиции во время своего турне Strange Little Tour 2001 года.
- Музыкант Коди Канада[англ.] из группы Cross Canadian Ragweed[англ.] выпустил акустическую версию этой песни в своём концертном альбоме Back to Tulsa-Live and Loud at Cain’s Ballroom[англ.] (2006).
- Альтернативная метал-группа Seether исполнила кавер-версию «The Needle and the Damage Done» во время выступления на телепередаче Last Call with Carson Daly[англ.].
- Американская певица Эшли Кливленд[англ.] перепела эту песню для своей пластинки Second Skin 2002 года.
- 19 июля 2007 года ирландская певица Андреа Корр спела «The Needle and the Damage Done» во время AOL сессий в поддержку своего сольного альбома Ten Feet High[англ.].
- Английская фолк-певица Лора Марлинг дважды перепела эту песню во время своего концертного тура 2008 года по Австралии, а также на нескольких выступлениях турне 2010 года по Англии. Помимо этого Марлинг записал кавер-версию композиции для лимитированного сингла выпущенного лейблом Third Man Records.
- В 2009 году английский певец Пит Доэрти исполнил «The Needle and the Damage Done» во время концерта на фестивале Eurockéennes de Belfort (Франция) и на фестивале Roskilde (Дания), а также на бельгийском фестивале Lokerse Feesten.
- Вокалист группы Pearl Jam Эдди Веддер исполнил кавер-версию этой песни во время концерта 23 августа 2009 года в чикагском United Center. Он посвятил её Майклу Джексону, которого слушал с детства. Pearl Jam также исполняли «The Needle and the Damage Done» во время концертного тура Backspacer tour.
- Музыкант Дэйв Мэтьюс неоднократно исполнял эту песню во время своих живых выступлений 2010 года, включая трибьют-концерт посвящённый Янгу, где он был удостоен звания «Персона года MusiCares» (также в 2010 году).
- 24 мая 2010 года американская певица Джуэл перепела эту песню на «Шоу Говарда Стерна»[англ.].
- Альтернативная рок-группа Marcy Playground[англ.] записала кавер-версию «The Needle and the Damage Done» для своего альбома Lunch, Recess & Detention[англ.] (2012).
- В 2013 году грайндкор-группа Cloud Rat перепела эту песню для своей пластинки Moksha.
- Гитаристы Грегг Оллман и Уоррен Хейнс исполнили эту песню первый день фестиваля Warren Haynes Christmas Jam (2013), а также во второй день фестиваля Crossroads Guitar Festival (2013).
- Музыкант Джейк Багг записал свою акустическую кавер-версию «The Needle and the Damage Done» в конце 2013 года

## Отсылки в популярной культуре
- Эта песня послужила источником вдохновением для первого 7-дюймового сингла группы The Sisters of Mercy «The Damage Done» (1980).
- Название композиции использовалось в качестве названия второй части серии бутлегов группы Nirvana Outcesticide[англ.] (1995).
- В девятом эпизоде второго сезона телесериала «NewsRadio»[англ.] Джимми замечает Дэйву, что он «…заметил кофе и причинённый ущерб» (англ. «...seen the coffee and the damage done»), — ссылаясь на кофеиновую зависимость последнего.
- Обложка журнала Rolling Stone (выпуск 727) посвящённого фронтмену группы Alice in Chains Лейну Стэйли, известному героиновому наркоману, была озаглавлена названием этой песни.
- Ссылку на название песни фигурирует в тексте композиции «Understanding in a Car Crash»[англ.] группы Thursday, из альбома Full Collapse (2001).
- Эпизод четвёртого сезона сериала «Убойный отдел», посвящённый последствиям войны с наркотиками, называется «The Damage Done».
- Текст песни «Song to Say Goodbye»[англ.] из альбома Meds (2006) группы Placebo включает в себя строчку «Your needle and your damage done».
- В 1994 году несколько тюремных надзирателей из штата Айдахо были обвинены в том, что они включали эту песню, с целью насмехаться над заключенными в камере смертников во время запланированной смертельной инъекции[2].
- Ссылка на название песни фигурирует в композиции «Genetic Design For Dying» из альбома Nightmare Anatomy[англ.] (2005) панк-группы Aiden[англ.].
- В 1997 году ремикс Skylab[англ.] на песню группы Depeche Mode «Home» получил название «Home (The Noodles & The Damage Done)».
- В эпизоде «Bully» телесериала «Новенькая» персонаж Макса Гринфилда Шмидт ссылается на песню, говоря: «Schmiddle and the damage done. Yo Neil Young», своей любовнице.
- Одна из серий комедийного телесериала «Уилл и Грейс» называется «The Needle and the Omelet’s Done», с шуточной отсылкой на название композиции Янга.
- Персональная выставка британского художника Пита Фаулера[англ.] в лондонской галерее Beach London (август 2013 года), посвящённая вышивке крестиком, называлась «The Needle and The Damage Done».
- Название этой песни фигурирует в композиции «Los Habitantes» бывшего вокалиста испанской группы Heroes del Silencio Энрике Банбери[англ.] из его сольного альбома Las Consecuencias[англ.] (2009).
- В июне 2014 года был опубликован роман-хоррор под названием «MILK-BLOOD», основанный на тексте этой песни[3].